# Araneus anatipes
Araneus anatipes là một loài nhện trong họ Araneidae.
Loài này thuộc chi Araneus. Araneus anatipes được Eugen von Keyserling miêu tả năm 1887.